# Ernest Denhoff (syn Hermana)
Ernest Denhoff – pułkownik wojsk polskich w 1613 r., syn Hermana Dönhoffa i Anny Joede; brat Gerarda, Krzysztofa, Ottona, Henryka i Teodora. Gubernator Prus Królewskich.
Był wyznawcą kalwinizmu, wraz z bratankiem Gerardem występuje w sztambuchu Reinharda Wasserhuna (24 X 1614). 